# Audimovie
Audimovie è una società nata con lo scopo di rilevare le presenze degli spettatori nelle sale cinematografiche italiane e di raccogliere dati sul loro profilo socio-demografico.

## Storia
Nel 2007 decidono di fondare la società:
- UPA (Utenti di Pubblicità Associati)
- ASSAP (Servizi Associazione delle Agenzie di pubblicità e Centrali Media)
- UNICOM (Unione nazionale imprese di comunicazione)
- FCP (Associazione Concessionarie di Pubblicità)
- ACEC (Associazione Cattolica Esercenti Cinema)
- ANEC (Associazione Nazionale Esercenti Cinema)
- ANEM (Associazione Nazionale Esercenti Multisala)

La presentazione della società è avvenuta il 5 giugno 2007 a Milano, e il 7 giugno dello stesso anno a Roma.
I primi dati ad essere stati messi a disposizione sono stati quelli relativi al periodo compreso tra gennaio ed aprile 2007.

## Analisi quantitativa

### Raccolta
Al termine di ogni serata, si rileva (tramite telefono, fax o computer) il numero di spettatori, suddiviso per ogni spettacolo, su un campione di circa 3000 schermi in 1100 complessi cinematografici in 480 città italiane. Riversamento nel data center di Cinetel.

### Pubblicazione
Le informazioni sono rese disponibili ogni 15 del mese circa, gratuitamente (spettatori totali in Italia, suddivisi per area geografica regione, o tipo di struttura cinematografica; film più visti; complessi cinematografici più frequentati) ed a pagamento (dati dettagliati per ciascuna concessionaria di pubblicità e per ciascuno dei circuiti di vendita degli spazi pubblicitari).

## Analisi qualitativa
L'analisi qualitativa è attualmente (febbraio 2008) in via di definizione. Gli obiettivi sono di ricostruire le caratteristiche socio-demografiche degli spettatori, e le loro abitudini di frequenza al cinema